# Thrypticus atomus
Thrypticus atomus är en tvåvingeart som beskrevs av Frey 1915. Thrypticus atomus ingår i släktet Thrypticus och familjen styltflugor. Arten är reproducerande i Sverige. Inga underarter finns listade i Catalogue of Life.